# Sieringhoek
Sieringhoek ist eine Ortschaft der Stadt Bad Bentheim im niedersächsischen Landkreis Grafschaft Bentheim an den Grenzen zu Nordrhein-Westfalen im Süden und den Niederlanden im Westen.

## Geografie und Verkehrsanbindung
Der Ort liegt südlich der Kernstadt Bad Bentheim an der K 10. Die L 39 verläuft nördlich, die B 403 und die A 31 östlich. Südwestlich liegt das Naturschutzgebiet Gildehauser Venn.

## Geschichte
Im Jahr 1963 wurde das Dorfgemeinschaftshaus errichtet.
Im Rahmen der niedersächsischen Gemeindegebietsreform wurden am 1. März 1974 die Gemeinden Bardel und Sieringhoek zusammen mit der Stadt Bentheim und der Samtgemeinde Gildehaus zur Einheitsgemeinde Stadt Bentheim zusammengeschlossen.

## Politik
Nach der Eingemeindung wurde Sieringhoek zu einer Ortschaft nach dem Niedersächsischen Kommunalverfassungsgesetz. Der Rat der Stadt beruft daher einen Ortsvorsteher, der sich um die Belange der Ortschaft kümmert und die Stadtverwaltung sowie die Gremien des Rates in allen Fragen unterstützt, die die Ortschaft betrifft. Ortsvorsteher von Sieringhoek ist Günter Kleine Vennekate.

## Vereine
- Der Schützenverein Sieringhoek wurde im Jahr 1702 gegründet.[3]
- Der Landfrauenverein Sieringhoek-Bad Bentheim wurde im Jahr 1952 gegründet.[4]